# Bertula heteropalpia
Bertula heteropalpia là một loài bướm đêm trong họ Erebidae.